# 후안 이투르베
후안 마누엘 이투르베 아레발로스(스페인어: Juan Manuel Iturbe Arévalos, 1993년 6월 4일 ~ )는 세로 포르테뇨에서 공격수로 뛰는 파라과이의 축구 선수다.
미디어에서는 메시의 특징인 아르헨티나 국적, 169cm의 신장, 볼을 가진 상태에서 빠른 발, 득점력을 예로 들며 제2의 리오넬 메시라고 칭한다.

## 클럽 경력

### 세로 포르테뇨
이투르베는 2009년 6월 28일, 16살의 나이에 세로 포르테뇨에서 축구 생활을 시작했다.
17살이 되던때에, 이투르베는 아직 세로 포르테뇨와 정식 프로계약을 하지 않았다. 그래서 그는 아르헨티나 리그의 킬메스에서 훈련을 하였다. 2011년 1월에 이투르베는 포르투갈 거상 클럽 포르투와 계약을 맺었다. 포르투와 계약을 하고나서 그는 세로 포르테뇨로 돌아가서 18살이 되는 6월까지 그곳에 남았다. 그 기간 동안 이투르베는 코파 리베르타도레스에서 첫 골을 넣었다.

### 포르투
2012년 9월 30일 그는 포르투 B팀 소속으로 FC 페나피엘과 경기를 치뤘고 1-1 무승부로 끝났다.

### 리버 플레이트 임대
2012년 12월 29일 이투르베는 아르헨티나 클럽 리버 플레이트로의 6개월 임대에 동의했다.

### 헬라스 베로나
이투르베는 이탈리아 세리에 A 클럽 헬라스 베로나와 2013-14 시즌 기간 동안의 장기 임대 계약에 동의했다. 2013년 12월 29일 이투르베는 리보르노를 상대로 감각적인 프리킥 골을 넣어 베로나에서 첫 골과 2-1 승리에 기여했다.
2014년 5월 27일, 헬라스 베로나는 이투르베를 정식으로 영입했다.

### 로마
2014년 7월 16일, 로마는 2200만 유로에 이투르베를 영입했고 추가적인 활약을 할 경우 250만유로를 추가로 지불한다. 선수의 계약 기간은 5년이며, 2019년 6월 30일까지다. 이투르베는 2014년 8월 30일에 2-0으로 승리한 피오렌티나전에서 로마 데뷔전을 치렀다. 이투르베는 2014년 9월 17일에 열린 CSKA 모스크바를 5-1로 이긴 챔피언스리그 경기에서 로마 이적후 첫 골을 넣었다.

## 국가대표팀 경력
이투르베는 파라과이에서 인생 대부분을 보냈고, 파라과이 유소년 대표팀으로도 여러 차례 출전하였다. 2009년 칠레를 상대로 열린 친선 경기에서 그는 파라과이 축구 국가대표팀 소속으로 첫 출전을 하였지만, 그 경기는 대회 목적 경기가 아니였기 때문에 그는 그가 원한대로 국적을 바꿀 수 있었다. 그는 아르헨티나 U-20 축구 국가대표팀에서 뛰며, 2011년 남미 유소년 선수권 대회에서 대표팀 20명의 선수단에 속했고 브라질을 상대로 결승골을 넣었다.

## 수상 경력

### 클럽
세로 포르테뇨
- 파라과이 프리메라 디비시온: 2009

포르투
- 프리메이라 리가: 2011-12, 2012-13